# Západní Prusko
Západní Prusko (německy Westpreußen; polsky Prusy Zachodnie), v letech 1466-1793 Prusy královské (polsky: Prusy Królewskie) nebo Prusy polské (polsky: Prusy Polskie), jako součást Polského království. Byla mezi lety 1773–1824 a 1878–1922 jedna z provincií Pruského království. Dříve se pro většinu území západního Pruska používal název Královské Prusko nebo Prusy královské.
Hlavní město bylo Gdaňsk (Danzig). Největší řekou v oblasti je Visla.

## Dějiny
Tato oblast patřila Polsku v dobách Mieszka I (prvního vládce Polska) v roce 966. Asi do roku 1320 byla pod vedením polských vládců, poté pod nadvládou německých rytířů, v roce 1466 vrácena do Polska.
V období od 3. prosince 1829 do 1. dubna 1878 byly provincie Západní a Východní Prusko sloučeny do jedné Provincie Prusko, s hlavním městem Královcem.
Roku 1919, po první světové válce, připadla většina západního Pruska Polsku, Gdaňsk s okolím se stal samostatným státem (Svobodné město Gdaňsk) pod patronací Společnosti národů, zbytek území byl rozdělen mezi provincii Východní Prusko a nově vytvořenou provincii Hraniční marka Poznaňsko-Západní Prusko. Polská část, dále označovaná jako tzv. polský koridor, byla v rámci Polska spojena s malým územím, původně patřícím k provincii Východní Prusko do nově vytvořeného Pomořského vojvodství. 1. října 1938 byla provincie Hraniční marka Poznaňsko-Západní Prusko zrušena a její západopruská část byla připojena k provincii Pomořansko. Po napadení Polska nacistickým Německem 1. září 1939, byly celá polská část Západního Pruska a Gdaňsk Německem obsazeny, a s částí Západního Pruska, která se po první světové válce stala součástí Východního Pruska, začleněny 26. října 1939 do nově vytvořené říšské župy Gdaňsk-Západní Prusko.
Po skončení války pak celé území i s Gdaňskem získalo Polsko.